# Oedignatha andamanensis
Oedignatha andamanensis är en spindelart som först beskrevs av Benoy Krishna Tikader 1977.  Oedignatha andamanensis ingår i släktet Oedignatha och familjen flinkspindlar.
Artens utbredningsområde är Andamanerna. Inga underarter finns listade i Catalogue of Life.